# آيتشا فارلير
آيتشا فارلير (بالتركية: Ayça Varlıer)‏ ممثلة تركية ولدت في 22 حزيران 1978 في مدينة أنقرة.

## أعمالها
- مسلسل دكتور بوكت عام 2004
- مسلسل نور عام 2005
- مسلسل خريف الحب عام 2011
- مسلسل العنبر
- أغنية الحياة 2016

## السينما
- 2005: O simdi mahkum (Evrim)
- 2005: Anlat Istanbul (Kül Kedisi)

## وصلات خارجية
- آيتشا فارلير على موقع IMDb (الإنجليزية)
- آيتشا فارلير على موقع ألو سيني (الفرنسية)
- آيتشا فارلير على موقع ميوزك برينز (الإنجليزية)
- آيتشا فارلير على موقع قاعدة بيانات الفيلم (الإنجليزية)
- آيتشا فارلير على موقع كينوبويسك (الروسية)